# Los últimos días de Pompeya (película de 1908)
Los últimos días de Pompeya (Gli ultimi giorni di Pompeii) o La destrucción de Pompeya es una película del género colosal (del que sería sucesor el peplum). 
Basada en la novela homónima de 1834 escrita por Edward Bulwer Lytton, la película fue dirigida por Luigi Maggi, y se estrenó en diciembre de 1908.

## Comentario
El fotógrafo Arturo Ambrosio (1870 - 1960) fundó en Turín uno de los primeros estudios de cine de Italia, y uno de sus técnicos, Luigi Maggi, pronto destacó como actor y realizador. En 1908 la productura inicia un ambicioso proyecto con el rodaje de la película más espectacular de su tiempo: Gli ultimi giorni di Pompei, para la que no se van a escatimar recursos.
El productor confía al guionista Arrigo Frusta (1875 - 1965) la adaptación de la novela de Bulwer Lytton, que ya había sido llevada a la pantalla en un film de 1902 por Robert William Paul (1869 - 1943), uno de los pioneros del cine británico.
Todo en esta película resulta colosal, desde la longitud del guion (para 1908, un film de cuatro rollos y 366 metros era de muy largo metraje) hasta los espectaculares decorados diseñados por Ettore Ridoni.
Destaca sobre todo la enérgica dirección de Luigi Maggi que dio a determinadas escenas un intenso dramatismo. Son inolvidables las escenas de trucaje y efectos especiales de la erupción del Vesubio o la de la fuga de los espectadores del circo golpeados por fragmentos de lava incandescente. El realizador introdujo unos brillantes virajes de color utilizando distintas imprimaciones del celuloide. Si bien todavía el cine acusa una concepción muy teatral, con decorados en los que son habituales los telones pintados, la concepción fílmica, los efectos de trucaje, los ambiciosos decorados y maquetas y los movimientos de masas de actores, la hicieron cosechar un extraordinario triunfo, dando origen a un género, el peplum o colossal italiano, cuyo máximo fruto sería la Cabiria de Giovanni Pastrone.
La película fue estrenada simultáneamente en toda Italia. Solo en Roma, para su lanzamiento se proyectó en 14 salas cinematográficas. Fue este el primer gran éxito de la industria cinematográfica italiana, que sería una de las más importantes del mundo hasta la Gran Guerra. Exportadas centenares de copias a todo el mundo, incluido los Estados Unidos, tanto la crítica como el público acogió unánime la película, que pronto sería imitada e indicaría el camino a seguir para el cine italiano.